# Тъмноиглест таралеж
Тъмноиглестият таралеж (Paraechinus hypomelas) е вид бозайник от семейство Таралежови (Erinaceidae).

## Разпространение и местообитание
Разпространен е в Афганистан, Йемен, Иран, Оман, Пакистан, Саудитска Арабия, Таджикистан, Туркменистан и Узбекистан.